# Schenefeld (Kreis Pinneberg)
Schenefeld (niederdeutsch: Scheenfeld) ist eine Stadt im Kreis Pinneberg im südlichen Teil des deutschen Landes Schleswig-Holstein und ein Teil der Metropolregion Hamburg.

## Geographie und Verkehr
Die Stadt Schenefeld grenzt im Süden, Südwesten und Südosten an die Freie und Hansestadt Hamburg, genauer an die Stadtteile Rissen, Sülldorf, Iserbrook, Osdorf und Lurup; im Nordwesten an die Stadt Pinneberg und im Norden und Nordosten an die Gemeinde Halstenbek.
| Pinneberg | Halstenbek                                  | Halstenbek |
| Rissen    | Kompassrose, die auf Nachbargemeinden zeigt | Lurup      |
| Sülldorf  | Iserbrook                                   | Osdorf     |

Die Düpenau fließt quer durch die Stadt und ist symbolisch auf dem Schenefelder Stadtwappen eingezeichnet.
In der Liste der 100 am dichtesten besiedelten Gemeinden Deutschlands liegt Schenefeld an 53. Stelle. 
In der Liste der größten Städte und Gemeinden in Schleswig-Holstein liegt Schenefeld an der 23. Stelle nach Einwohnerzahl.    
Obwohl Schenefeld zu Schleswig-Holstein gehört, gab und gibt es wegen der geografischen Nähe infrastrukturelle Anbindungen an Hamburg. Bis zum 1. Juli 1993 gab es eine gemeinsame Postleitzahl (2000), die Zugehörigkeit zum telefonischen Ortsnetz Hamburgs besteht bis heute. Im ÖPNV gibt es direkte Buslinien zur Kreisstadt Pinneberg sowie nach Hamburg und Halstenbek durch die Verkehrsbetriebe Hamburg-Holstein (VHH) innerhalb des Hamburger Verkehrsverbundes (HVV). 
Von 1955 bis 1973 war Schenefeld mit der Linie 1 an das Hamburger Straßenbahnnetz angeschlossen.
Mit der Landstraße Schenefeld-Elmshorn (LSE) verfügt es über eine gut ausgebaute Straßenverbindung nach Norden zur A23.

## Geschichte
Das heutige Stadtgebiet liegt in einem uralten Siedlungsraum. Der Schenefelder Heimatforscher Martin Mulsow berichtet in seiner Abhandlung über die frühzeitliche Entwicklung von Schenefeld von Funden wie Pfeilspitzen, Schabern und Äxten, Resten von Hünengräbern und Urnengrabfunden, die eine Besiedlung schon in der Steinzeit nachweisen. Schenefeld gehört mit großer Wahrscheinlichkeit in den Kranz der ganz alten Orte im heutigen Kreis Pinneberg.
Der Ort wird zuerst von Adam von Bremen in seiner um 1075 verfassten Gesta Hammaburgensis ecclesiae pontificum (II,15: Scanafeld) genannt. Die erste urkundliche Erwähnung des Ortes datiert aus dem Jahr 1256. Darin überweist der Dekan der Hamburger Kirche seine Besitzungen in Schenefeld und Sülldorf einem Priester zur Nutzung.
Die Einrichtung des Kirchspiels Nienstedten, zu dem auch Schenefeld gehörte, muss im 12. Jahrhundert erfolgt sein, obwohl die gegenwärtig erste bekannte Nennung Nienstedtens erst von 1297 stammt. Dieses Kirchspiel gehörte zur Grafschaft Holstein-Pinneberg – genauer zur Kirchspielvogtei Hatzburg – und war damit Teil der Schauenburger Lande, wodurch die Reformation im Gegensatz zu Hamburg (1529) und dem übrigen Schleswig-Holstein (1542) offiziell erst 1561 eingeführt wurde. Im Pinneberger-Hatzburger Einnahme- und Ausgaberegister von 1464/1465 wird mit Haye Hardenbach der erste Bewohner Schenefelds namentlich erwähnt. Nachdem Graf Otto V. von Holstein-Pinneberg 1640 kinderlos gestorben war, wurden seine Besitzungen aufgeteilt und die Grafschaft Holstein-Pinneberg dem Herzogtum Holstein angegliedert. Da der dänische König seit 1474 in Personalunion Herzog von Holstein geworden war, gelangte Schenefeld unmittelbar unter die Verwaltung der dänischen Krone, blieb aber als Bestandteil des Herzogtums Holsteins Teil des Heiligen Römischen Reiches Deutscher Nation und ab 1815 des Deutschen Bundes. Die so 1640 entstandene Herrschaft Pinneberg ging 1867 im preußischen Kreis Pinneberg auf.
Über die genaue Einwohnerzahl lassen sich bis zur ersten Volkszählung im Jahre 1803, die eine Bewohnerzahl von 391 ergab, keine verlässlichen Aussagen treffen.
Durch die preußische Kreisordnung von 1888 bildete Schenefeld zusammen mit Sülldorf den Amtsbezirk Schenefeld, seit 1897 auch mit Rissen, der zum 1. April 1924 wieder aufgelöst wurde.
Die Entwicklung nach dem Ersten Weltkrieg prägte das heutige Stadtbild entscheidend. Bis dahin erstreckte sich das Hauptsiedlungsgebiet an der Straße von Hamburg nach Pinneberg, der heutigen Hauptstraße. Ehemalige Pulverschuppen einer Munitionsfabrik, die während des Ersten Weltkrieges angelegt wurde, sind nach 1918 zu Wohnhäusern umgebaut worden. Dies war die Keimzelle des Ortsteiles Schenefeld-Siedlung.
Nach dem Zweiten Weltkrieg wuchs die Bevölkerung durch die Ansiedlung ausgebombter Hamburger und Heimatvertriebener stetig. Den größten Schub in der Entwicklung der Einwohnerzahl erlebte Schenefeld zwischen 1960 und 1970 durch Zuzug vieler Hamburger. In dieser Zeit verdoppelte sich die Bevölkerung knapp von 8.719 (1960) auf 15.161 (1970).
Am 1. Juli 1972 erfolgte die Verleihung der Stadtrechte.

## Bevölkerungsentwicklung
| Jahr | Einwohner |
| ---- | --------- |
| 1803 | 391       |
| 1840 | 434       |
| 1880 | 649       |
| 1900 | 909       |
| 1925 | 1.458     |
| 1939 | 3.009     |
| 1945 | 4.470     |
| 1950 | 5.876     |
| 1955 | 6.760     |
| 1960 | 8.719     |
| 1965 | 13.084    |
| 1970 | 15.161    |
| 1975 | 15.747    |
| 1980 | 15.780    |

| Jahr |    | Einwohner |
| ---- | -- | --------- |
| 1985 |    | 16.028    |
| 1987 | *  | 14.985    |
| 1990 |    | 15.210    |
| 1995 |    | 15.747    |
| 2000 |    | 17.684    |
| 2005 |    | 17.873    |
| 2007 |    | 18.444    |
| 2010 |    | 18.390    |
| 2011 |    | 18.707    |
| 2012 | ** | 18.421    |
| 2015 |    | 19.152    |
| 2016 |    | 19.168    |
| 2017 |    | 19.209    |
| 2018 |    | 19.236    |

| Jahr |     | Einwohner |
| ---- | --- | --------- |
| 2019 |     | 19.358    |
| 2020 |     | 19.333    |
| 2021 |     | 19.364    |
| 2022 | *** | 19.465    |
| 2023 |     | 19.837    |
| 2024 |     | 19.909    |

Einwohnerentwicklung von Schenefeld von 1803 bis 2015

(*) Korrektur durch die Volkszählung 1987

(**) Veränderung durch den Zensus 2011

(***) Veränderung durch den Zensus 2022

## Politik

### Ratsversammlung
Siehe auch: Ergebnisse der Kommunalwahlen in Schenefeld (Kreis Pinneberg)
Ergebnis der Kommunalwahl vom 14. Mai 2023:
| Partei / Liste          | Stimmen | Prozent | Sitze | Sitzverteilung in der Ratsversammlung SchenefeldInsgesamt 37 Sitze - SPD: 8 - Grüne: 9 - WG-BfB: 5 - FDP: 3 - CDU: 12 | Wahlsystem: - 14 Wahlkreise - ein Kandidat pro Partei in jedem Wahlkreis - eine Stimme pro Wähler |
| CDU                     | 2.193   | 32,1 %  | 12    | Sitzverteilung in der Ratsversammlung SchenefeldInsgesamt 37 Sitze - SPD: 8 - Grüne: 9 - WG-BfB: 5 - FDP: 3 - CDU: 12 | Wahlsystem: - 14 Wahlkreise - ein Kandidat pro Partei in jedem Wahlkreis - eine Stimme pro Wähler |
| Bündnis 90/Die Grünen   | 1.632   | 23,9 %  | 09    | Sitzverteilung in der Ratsversammlung SchenefeldInsgesamt 37 Sitze - SPD: 8 - Grüne: 9 - WG-BfB: 5 - FDP: 3 - CDU: 12 | Wahlsystem: - 14 Wahlkreise - ein Kandidat pro Partei in jedem Wahlkreis - eine Stimme pro Wähler |
| SPD                     | 1.474   | 21,6 %  | 08    | Sitzverteilung in der Ratsversammlung SchenefeldInsgesamt 37 Sitze - SPD: 8 - Grüne: 9 - WG-BfB: 5 - FDP: 3 - CDU: 12 | Wahlsystem: - 14 Wahlkreise - ein Kandidat pro Partei in jedem Wahlkreis - eine Stimme pro Wähler |
| Bürger für Bürger/BfB   | 1.045   | 15,3 %  | 05    | Sitzverteilung in der Ratsversammlung SchenefeldInsgesamt 37 Sitze - SPD: 8 - Grüne: 9 - WG-BfB: 5 - FDP: 3 - CDU: 12 | Wahlsystem: - 14 Wahlkreise - ein Kandidat pro Partei in jedem Wahlkreis - eine Stimme pro Wähler |
| FDP                     | 0479    | 07,0 %  | 03    | Sitzverteilung in der Ratsversammlung SchenefeldInsgesamt 37 Sitze - SPD: 8 - Grüne: 9 - WG-BfB: 5 - FDP: 3 - CDU: 12 | Wahlsystem: - 14 Wahlkreise - ein Kandidat pro Partei in jedem Wahlkreis - eine Stimme pro Wähler |
| Wahlbeteiligung: 44,2 % |         |         |       | Sitzverteilung in der Ratsversammlung SchenefeldInsgesamt 37 Sitze - SPD: 8 - Grüne: 9 - WG-BfB: 5 - FDP: 3 - CDU: 12 | Wahlsystem: - 14 Wahlkreise - ein Kandidat pro Partei in jedem Wahlkreis - eine Stimme pro Wähler |

Die CDU errang 3 Überhangmandate, dadurch erhielten die Grünen 3, die SPD 2 und die FDP und die BfB jeweils 1 Ausgleichsmandat. Somit erhöhte sich die Zahl der Abgeordneten von 27 auf 37.

### Gemeindevorsteher und Bürgermeister
Die Bezeichnungen der Verwaltungsleiter haben sich im Lauf der Zeit geändert; bis 1870 Voigt, ab 1870 Gemeindevorsteher, vom 7. April 1933 bis zum 3. September 1934 Gemeindeschulze und seitdem Bürgermeister.
Die Gemeindevorsteher und Bürgermeister wurden bis 1950 aus den Reihen der Gemeindevertretung gewählt, leiteten deren Sitzungen und führten die Gemeindeverwaltung ehrenamtlich.
Zwischen 1946 und 1950 führte Karl Matthies als Gemeindedirektor die Verwaltung hauptamtlich.
Seit 1950 führt der Bürgermeister die Schenefelder Verwaltung hauptamtlich. Bis 1998 wurde der Bürgermeister von der Gemeindevertretung / Ratsversammlung gewählt, seitdem direkt von der Schenefelder Bevölkerung.
- 1866–1876: Joachim Fuhlendorf
- 1876–1888: Johann Hinrich Timm
- 1888–1894: Hans Ellerbrock
- 1894–1908: Johann(es) Timmermann
- 1908–1917: Martin Wittmaack
- 1917–1925: Cord Ellerbrock
- 1925–1933: Hinrich Karp
- 1933–1945: Hermann Ramcke, NSDAP
- 1945–1946: Paul Hertrich, SPD
- 1946–1950: Albert Schröder, SPD
- 1950–1962: Richard Döterling, SPD
- 1962–1973: Karl-Heinz Thron, SPD
- 1973–1979: Uwe Heering, FDP
- 1979–1985: Albert Burs, SPD
- 1985–1987: Frank Mudrack, CDU
- 1988–1994: Albert Burs, SPD
- 1994–2006: Günter von Appen, parteilos
- seit 2006: Christiane Küchenhof, SPD

### Wappen
Blasonierung: „In Grün ein schräglinker goldener Wellenbalken, begleitet oben von zwei goldenen Pflugscharen, unten von einem goldenen Maschinenrad.“

### Städtepartnerschaften
Schenefeld unterhält Städtepartnerschaften mit dem belarussischen Luninez (seit dem 8. Oktober 2001) und mit dem französischen Voisins-le-Bretonneux (seit dem 20. Mai 2006).

### Wahlkreise bei Wahlen
Bei Wahlen zum Kreistag des Kreis Pinneberg befinden sich zwei Wahlkreise auf dem Schenefelder Stadtgebiet. Der Wahlkreis 19 (Schenefeld/Halstenbek) beinhaltet 5 Schenefelder Wahlkreise und der Wahlkreis 20 (Schenefeld) besteht aus den übrigen 9 kommunalen Wahlkreisen.
Bei Wahlen zum schleswig-holsteinischen Landtag gehört Schenefeld zum Wahlkreis 24 (Pinneberg) zusammen mit der Stadt Pinneberg und der Gemeinde Halstenbek.
Bei Wahlen zum Deutschen Bundestag gehört Schenefeld zum Wahlkreis 007 (Pinneberg).

## Kultur und Sehenswürdigkeiten
In Schenefeld ist das „Forum Schenefeld“ als Theaterspielstätte und Konzertsaal angesiedelt. Dieses befindet sich im Gebäude des Gymnasiums im Schulzentrum Achter de Weiden.
Aus einem Kurs „Laienspiel“ der Volkshochschule Schenefeld aus dem Programm von 1975 entstand das Theater Schenefeld e. V. Grundsätzlich werden zwei Stücke im Jahr gespielt, zu Weihnachten ein Kinderstück und im Frühjahr ein Stück für Erwachsene, mitunter auch im Herbst ein weiteres Erwachsenenstück. Von 1984 bis 2021 führte die Theatergruppe ihr Frühjahrsstück als Gastspiel auf der Insel Helgoland auf.

## Wirtschaft

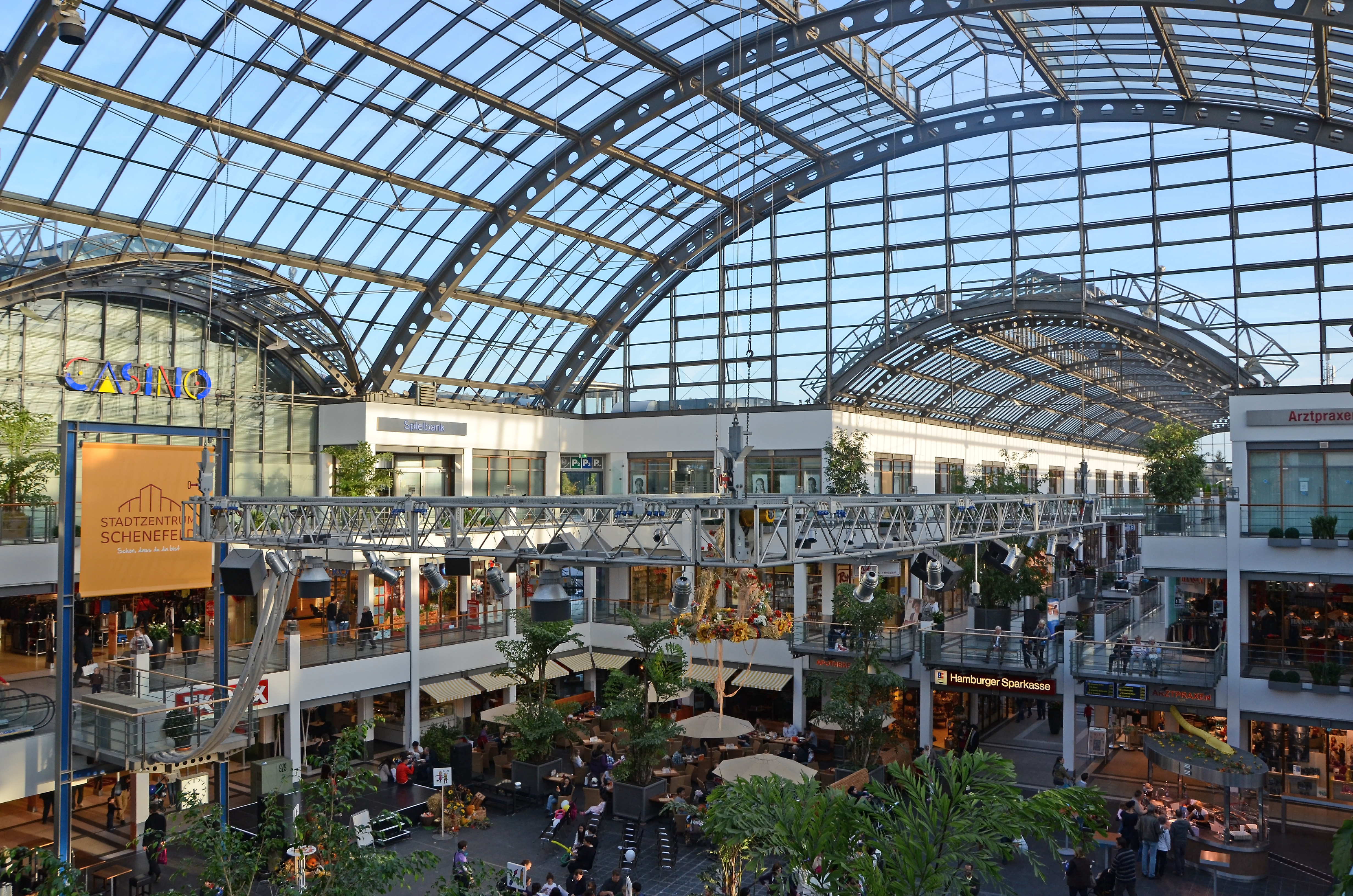
Einkaufszentrum „Stadtzentrum Schenefeld“ mit der Spielbank

In Schenefeld waren oder sind mehrere große Unternehmen ansässig.
Seit dem März 1963 wird in Schenefeld Brot von der Harry-Brot GmbH gebacken, nachdem der Standort in Hamburg-Bahrenfeld aufgegeben und der Hauptsitz nach Schenefeld verlegt wurde.
Am 1. Juni 1975 weihte die Pinneberger Verkehrsgesellschaft (PVG) nach einem Umzug aus Rellingen ihren neuen Betriebshof mit Verwaltungssitz am Osterbrooksweg 73 ein. Im Jahr 2000 schlossen sich die PVG und die Verkehrsbetriebe Hamburg-Holstein AG (VHH) zu einem Gleichordnungskonzern mit einer gemeinsamen Geschäftsführung der beiden Verkehrsunternehmen zusammen, bis diese Firma seit dem Dezember 2012 endgültig unter VHH firmiert. Von Schenefeld aus bedienen die Busse den Hamburger Westen und große Teile des Kreises Pinneberg.
Mitte der 1930er Jahre siedelte sich der Maurer Adolf Sandhack mit seinem Betrieb in der Jahnstraße 65 an und begann 1957 mit der Fertigung von Betonwaren. Die ersten Jahre beschränkten sich auf den Handel mit eigens gefertigten Betonteilen und deren Einbau. Ende der 1960er – Anfang der 1970er Jahre wich die Fertigung immer mehr dem reinen Handelsgeschäft und am 1. März 1978 wurde ein neuer Baumarkt im Osterbrooksweg 50 eröffnet, da die Produktionsstätte inmitten eines Wohngebietes an seine Grenzen stieß. Heute wird das Familienunternehmen Bauzentrum Sandhack in dritter Generation geführt und beschäftigt 25 Mitarbeiter.
Die Interschalt maritime systems AG entwickelt Softwarelösungen für die Schifffahrtsindustrie und maritime Wirtschaft, konkret für das Cargo- und Flotten-Management. Darüber hinaus bietet das Unternehmen Services wie die Wartung und Reparatur von Navigations- und Brückenequipment und von Voyage Data Recorder Systemen an.
Daneben sind noch die Unternehmen Electraplan Solutions (Unterflur-Installationstechnik), Hanseatischer Fine Food Service (ehemals Schloss Göhrde Tiefkühlprodukte), Groth Feinwerktechnik und Hermes Schleifmittel zu erwähnen.
Einen weiteren Aufschwung erhofft sich die Stadt durch den Bau des Röntgenlasers XFEL. Dabei wurde ein 3,4 Kilometer langer Tunnel vom DESY in Hamburg-Bahrenfeld nach Schenefeld gebaut. Hier entstand eine unterirdische Experimentierhalle, in der mit den Röntgenblitzen geforscht wird. Über der Halle wurden Gebäude für Labore, Büros, Bibliothek und Hörsaal errichtet. Dazu kommen Versorgungsgebäude. Der Forschungsbetrieb begann Ende 2017.
Von regionaler Bedeutung ist auch das sogenannte „Stadtzentrum Schenefeld“, ein Einkaufszentrum mit ca. 100 Geschäften und Restaurants, das 1989–91 durch die Architekten Gerkan, Marg und Partner errichtet wurde. In ihm befindet sich auch eine der fünf Schleswig-Holsteiner Spielbanken, das Casino Schenefeld.

### Ehemalige Unternehmen
1975 fusionierten die Spar Zentralen Hamburg Süd und Hamburg Nord zur Pfeiffer & Schmidt OHG mit Sitz in Schenefeld und bildeten die Spar-Zentrale Hamburg. In Schenefeld befand sich die Verwaltung und ein großes Zentrallager. Im September 2005 wurde Spar durch Edeka übernommen. Am 31. März 2011 wurde der Standort durch Edeka aufgegeben.
Die Firma Safex-Chemie GMBH wurde 1973 als Dienstleister und Hersteller von chemischen und technischen Spezialeffekten für Film-, Fernseh- und Theaterproduktionen von Günther Schaidt gegründet und befand sich bis zu seinem Tod in seinem Besitz und dem seiner Ehefrau Renate Brühl-Schaidt.

1984 erhielt Günther Schaidt einen Oscar für Wissenschaft und Entwicklung (Academy Scientific & Engineering Award) von der Academy of Motion Picture Arts and Sciences für die Entwicklung einer verbesserten, nicht-giftigen Flüssigkeit für die Erzeugung von Nebel und Rauch bei der Filmproduktion.

Im Jahr 2021 verlegte die Firma ihren Sitz nach Tangstedt.
Am 1. Juni 1967 siedelte die Theodor Friedrichs & Co. Meteorologische Geräte und Systeme GmbH aus Hamburg-Niendorf nach Schenefeld in die Borgfelde 6 über. Die Firma stellt Geräte zur Messung und Übertragung von Wetterdaten sowie Labore zur Kalibrierung von meteorologischen Sensoren her und exportiert ihre Produkte weltweit. Das Unternehmen hat zum 1. März 2022 Insolvenz angemeldet.

## Sport
Blau-Weiß 96 Schenefeld ist ein Breitensportverein mit rund 3000 Mitgliedern. Im Verein werden die Sportarten Aikidō, Badminton, Einradfahren, Fitness und Gesundheit, Floorball, aktive Gestaltung der Freizeit, Fußball, Handball, Judo, Ju-Jutsu, Leichtathletik, Schwimmen, Tanzen, Tischtennis, Turnen und Volleyball angeboten. Darüber hinaus gibt es Angebote für Aroha, Linedance, Gymnastik, Yoga, Pilates, Nordic Walking, Trampolin, Qigong und Rehabilitationssport. Bei der Abnahme für das Deutsche Sportabzeichen liegt der Verein seit Jahren an der Spitze im Kreis Pinneberg.
Der Schenefelder Tennisclub wurde 1972 gegründet und verfügt für seine knapp 400 Mitglieder auf dem eigenen Vereinsgelände über zehn Außenplätze und eine Halle mit drei Tennisplätzen.
Für Reiter gibt es zwei große Reitvereine, den Pferdesportverein Friedrichshulde e. V., der in dem Pferdesportzentrum Friedrichshulde, in dem auch Janne Friederike Meyer-Zimmermann jahrelang eingemietet war, regelmäßig diverse Spring- und Dressurtuniere ausrichtet, und den Elbdörfer- und Schenefelder Reiterverein, der neben Spring- und Dressur-Turnieren jahrelang ein internationales Vielseitigkeitsturnier veranstaltete. Diese Schenefelder Vielseitigkeit wurde seit 1971 insgesamt 40 Mal ausgetragen. Von 2006 bis 2010 und 2013 war Schenefeld Ausrichter der Deutschen Meisterschaft. Die sportliche Ausrichtung lag zuletzt auf einer Zwei-Sterne-CCI und einer Drei-Sterne-Kurzprüfung zur Heranführung von Nachwuchspferden und -reitern an schwerere Aufgaben.
1985 fand in Schenefeld die zweite Europameisterschaft im Voltigieren statt.
Ein weiterer Verein ist die Schießsportgemeinschaft Schenefeld von 1963 e. V. (SSGS 1963), die über ganzjährig nutzbare Schießstände für Luftdruck-, Kleinkaliber- sowie Großkaliberwaffen (Kurzlauf) verfügt. Mannschaften des Vereins nehmen auf regionaler Ebene erfolgreich an Ligawettkämpfen teil.
Die Versehrten-Sport-Gemeinschaft (VSG) Schenefeld bietet seinen 38 Mitgliedern Endoprothesen-Sport, Gesundheitssport, Gymnastik bei Bewegungseinschränkungen, Rehabilitations- und Behindertensport, Schwimmen, Seniorensport und die Abnahme für das Sportabzeichen
an.
In Schenefeld gibt es zwei Musikzüge. Der damalige Grundschul- und Musiklehrer Hans Meißner gründete im Herbst 1954 ein „Trommler- und Pfeifferkorps“. In das Pinneberger Vereinsregister eingetragen wurde der Verein, nachdem er sich 1973 zu Ehren des Vereinsgründers in „Meißner-Spielmannszug“ umbenannt hatte. Am 15. September 2007 nahm der Verein in New York an der 50. Steubenparade teil.
Anfang der 1970er Jahre trennte sich eine Gruppe von Musikern vom Meißner Spielmannszug und gründete den Schützenspielmannszug der SSG Schenefeld, mit reiner Spielmannszugbesetzung. Nach Auseinandersetzungen mit den Schützen trennten sich die Musiker 1987 erneut und wurden ein eigenständiger Verein, der Spielmanns- und Fanfarenzug Schenefeld von 1987. Nach einer musikalischen Neuausrichtung wurde der Vereinsname zum 1. Januar 2010 in Musikzug Schenefeld von 1987 e. V. geändert.
Der kleinste Schenefelder Verein ist der 1990 gegründete Squash-Club „Treffnix“ Schenefeld mit drei Mitgliedern.
Der 2012 gegründete Verein „SportWelt Schenefeld“ bietet Rehabilitationstraining zur Wiederherstellung der körperlichen Leistungsfähigkeit und Judo und Tennis in speziellen Angeboten für Kinder und Jugendliche.

## Schulen
Von einer Schule in Schenefeld ist erstmals 1686 schriftlich überliefert worden. Im Jahr 1855 besuchten 100 Kinder die Schule, die bis 1860 einklassig und danach zweiklassig wurde. Nachdem das alte Schulgebäude bei einem Brand 1884 zerstört worden war, beschloss die Gemeinde ein neues Schulgebäude zu errichten, das 1885 eingeweiht wurde. Sie war eine Volksschule für alle Kinder, bis 1965 die Realschule im Aufbau ebenfalls in den Räumlichkeiten untergebracht wurde.
Die Gorch-Fock-Schule in der Siedlung wurde am 14. April 1953 eingeweiht. Sie war bis 1970 eine kombinierte Grund- und Hauptschule und ist seitdem eine reine Grundschule.
Im Jahr 1970 wurde ein großer Neubau mit angegliederter Turn- und Gymnastikhalle als Schul- und Sportzentrums zwischen Dorf und Siedlung in der Straße Achter de Weiden fertiggestellt und in Betrieb genommen. Sowohl die Hauptschule als auch die Realschule zogen in diese Räumlichkeiten ein. Zu Beginn des Schuljahres 2010/2011 fusionierten diese beiden Schulen zur Gemeinschaftsschule Achter de Weiden.
Das Gymnasium Schenefeld begann 1970 als Zweigstelle des Theodor-Heuss-Gymnasiums Pinneberg seinen Betrieb. In den ersten beiden Jahren wurden die Schüler in Räumen der neuen Realschule unterrichtet, bis 1972 ein eigenes Gebäude im Schulzentrum Achter de Weiden errichtet wurde, danach wurde aus der Zweigstelle ein eigenständiges Gymnasium.
Sieben Kindertagesstätten und eine kindergartenähnliche Einrichtung bereiten die Kinder für die Schule vor.
Neben den staatlichen Schulen führt Die Christengemeinschaft seit Sommer 1952 in Schenefeld das Kinder- und Jugendheim Friedrichshulde, inzwischen umbenannt in „Heilpädagogisches Förderzentrum Friedrichshulde“. Neben dem Wohnbereich gibt es eine staatlich genehmigte Förderschule in freier Trägerschaft von der 1. bis zur 12. Klasse.
Zum 1. Januar 1966 wurde eine Sonderschule in Schenefeld gegründet, die die zu diesem Zeitpunkt drei Sonderschul- und zwei Heimklassen übernahm. 1977 erhielt sie den Namen Heinrich-Kielhorn-Schule. Zu Beginn des Schuljahres 1987/1988 gab es nur noch zehn Schüler, die in einer einzigen Klasse unterrichtet wurden. Im Juni 1988 stellte die Schule ihren Betrieb endgültig ein.
Die Schülerschule wurde 1983 von einer Initiative aus Eltern und Lehrern in Schenefeld gegründet, die Kinder mit und ohne Behinderung in einer integrativen Schule, individuell nach ihren Begabungen, fördern wollten. Die Schule erhielt im August 1985 die Unterrichtsgenehmigung und startete mit einer 1. und einer 5. Klasse in den Räumen an der Blankeneser Chaussee. 1990 zogen die höheren Klassen in Pavillons nach Pinneberg-Waldenau. Seit 1995 ist die Schülerschule staatlich anerkannte Ersatzschule. 2006 zog die Schule komplett nach Pinneberg um.

## Söhne und Töchter der Stadt
Persönlichkeiten, die in Schenefeld geboren, aufgewachsen oder tätig sind bzw. waren
- Roswitha Quadflieg (* 1949), Schriftstellerin und Buchgestalterin
 von 1973 bis 2003 betrieb sie mit der Raamin-Presse ihre eigene Verlagswerkstatt in Schenefeld
- Konrad „Konny“ Reimann (* 1955), Fernsehpersönlichkeit und Unternehmer
 lebte 20 Jahre in Schenefeld bis zu seinem Umzug in die USA
- Wolfgang Kulka (* 1955), ehemaliger Fußballspieler
 wurde in Schenefeld geboren, begann dort in der Jugend mit dem Fußballspielen und lebt heute wieder dort
- Stefanie Stoltzenberg-Spies (* 1964), Juristin, Unternehmerin und ehemalige Politikerin (ehemals CDU), geboren in Schenefeld
- Melanie Diener (* 1967), Opernsängerin, geboren in Schenefeld
- Burkhard Fritz (* 1970), Opernsänger der Stimmlage Tenor
 wuchs in Schenefeld auf und besuchte das Gymnasium Schenefeld
- David Harrington (* 1973), Klavierspieler und Unterhaltungskünstler
 legte sein Abitur am Gymnasium Schenefeld ab
- Marc Wichmann alias Sleepwalker (auch Slangdaddy), (* 1973), deutscher Rapper und Hip-Hop-Produzent
- Ole Feddersen (* 1974), Musiker „OleSoul“
 lebte in Schenefeld und ging dort auf das Gymnasium Schenefeld
- Boris Lauterbach (* 1974), Mitglied der Musik-Gruppe Fettes Brot
 lebte in seiner Kindheit und Jugend in Schenefeld
- Karen Köhler (* 1974), Schauspielerin, Illustratorin, Performance-Künstlerin, Theaterautorin und Schriftstellerin
 wuchs in Schenefeld auf
- Melanie Blocksdorf (* 1976), Schauspielerin und Filmproduzentin
 wuchs in Schenefeld auf und legte ihr Abitur am Gymnasium Schenefeld ab
- Alex von Kuczkowski (* 1977), Sportjournalist und Buch-Autor
 wuchs in Schenefeld auf und legte sein Abitur am Gymnasium Schenefeld ab
- Collien Ulmen-Fernandes (* 1981),  Fernsehmoderatorin, Schauspielerin und Autorin
 lebte bis zu ihrem 15. Lebensjahr in Schenefeld
- Janne Friederike Meyer-Zimmermann (* 1981), Springreiterin
 hatte ihre Pferde fast zehn Jahre auf einer Reiteranlage in Schenefeld eingestallt
- Linda Heitmann (* 1982), Politikerin für Bündnis 90/Die Grünen, gehörte von 2008 bis 2011 der Hamburgischen Bürgerschaft an und ist seit 2021 Mitglied des Deutschen Bundestages
wuchs in Schenefeld auf und legte ihr Abitur am Gymnasium Schenefeld ab
- Jan-Marc Schneider (* 1994), Fußballspieler
 besuchte das Gymnasium Schenefeld
- Jakob Thordsen (* 1999), Kajak-Sportler, zweifacher Jugend-Weltmeister, zweifacher Weltmeister und Teilnehmer an den Olympischen Spielen 2024
 lebte bis zu seinem 15. Lebensjahr in Schenefeld

## Kirchengemeinden
Die Schenefelder gehörten jahrhundertelang zum Kirchspiel Nienstedten, bis sie der 1896 eingeweihten Blankeneser Kirche zugeteilt wurden. Diese Gemeinde wurde zum 1. April 1902 förmlich selbstständig. 1934 wurde eine Pfarrstelle mit ausschließlicher Zuständigkeit für Schenefeld eingerichtet, die 1953 zur ersten Schenefelder Pfarrstelle wurde. Mit der Einweihung der Stephanskirche am 17. Mai 1953 konnte die Selbstständigkeit des Schenefelder Pfarrbezirks begangen werden. 1960 wurde Schenefeld aufgrund des starken Bevölkerungswachstums in zwei Bezirke aufgeteilt. Durch die Einweihung der Paulskirche am 1. Juli 1962 wurde dies endgültig manifestiert.
Die ersten Mitglieder der neuapostolischen Gemeinde kamen am 1. Januar 1900 nach Schenefeld. Von 1925 bis 1931 konnten sie in einem Wohnzimmer zweimal wöchentlich ihren Gottesdienst abhalten und weitere Mitglieder hinzugewinnen. Die förmliche Einrichtung der Gemeinde erfolgte am 2. Oktober 1949 und am 6. August 1950 konnte eine eigene Kirche einweiht werden.
Die Josua-Gemeinde (evangelisch-freikirchlich/Baptisten) wurde 1994 als Hauskreis der Josua-Gemeinde in Hamburg-Ottensen gegründet und ist seit 2004 eine eigenständige Gemeinde im Bund Evangelisch-Freikirchlicher Gemeinden.
Eine weitere Freikirche in Schenefeld ist die Anskar-Kirche (evangelisch-freikirchlich/evangelikal-charismatisch).
Für die römisch-katholische Bevölkerung ist die 1934 eingerichtete St.-Bruder-Konrad-Gemeinde in Hamburg-Osdorf zuständig.

## Freiwillige Feuerwehr
Die Freiwillige Feuerwehr Schenefeld besteht seit 1888. 1965 wurde zur Nachwuchsförderung eine Jugendfeuerwehr gebildet. Im Jahr 2000 wurde erstmals eine Frau aus dem eigenen Nachwuchs in die aktive Feuerwehr übernommen.

## Gesellschaftliches Engagement
Es gibt zahlreiche Gruppen und Menschen, die sich, teils ehrenamtlich, in Schenefeld einsetzen.

Beispielhaft seien diese Organisationen genannt:
- Anonyme Alkoholiker[16]
- Begehbare Chronik – Schenefeld[17]
- Deutsche Lebens-Rettungs-Gesellschaft -Ortsgruppe Halstenbek, Rellingen, Schenefeld[18]
- Diakoniestation Schenefeld
- Das FreiwilligenForum[19]
- Glücksgriff-Der soziale Kreislauf[20]
- Inner Wheel[21]
- Lebenshilfe für Menschen mit Behinderungen[22]
- (M)Austausch[23]
- NABU[24]
- Rasselbande[25]
- Rotary Club[26]
- Schenefelder Beete[27]
- Schenefeld im Wandel[28]
- Schenefelder Tafel[29]
- Sozialverband[30]
- Spiely[31]
- Volksbund Deutsche Kriegsgräberfürsorge